# ツマンスキー R-29
ツマンスキー R-29は1970年代初頭にツマンスキー設計局によって開発されたソビエト連邦の航空用ターボジェットエンジンである。高推力重量比で空冷式タービンブレードが採用された全体的に"第3世代"のソビエト製ガスタービンエンジンとして記述される。

## 派生型

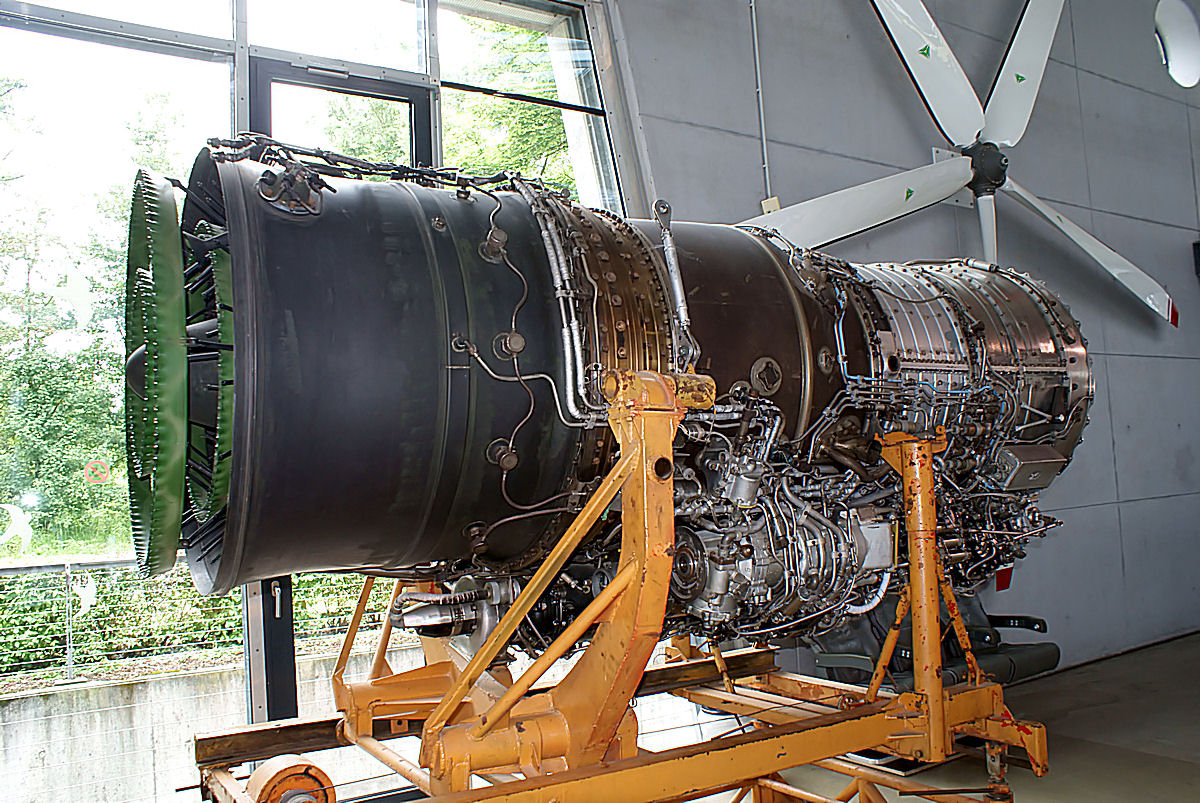
R-29-300
原型はMiG-23MFとその派生機種に使用された。
R-29B-200
MiG-27用に単純化されたエンジン。
R-29PN
先進的な派生型で非輸出型の-300によって換装された。
R-29BS-300
ギアボックスを改良したモデル。輸出型のSu-17（Su-22）に使用された。
R-29T-300
Su-24の試作機T6-8DにAL-21Fの代わりに搭載されたエンジン。飛行特性が悪かったことから採用されず。
WP-15
中国でのデッドコピー型。中国は1978年8月にエジプト空軍にJ-6とJ-7戦闘機を友好価格（当時それぞれ僅か100万USドル）で売却した見返りにMiG-23MSを受領した。1979年3月10日機体の分析と並行して同機が搭載していたR-29エンジンをリバースエンジニアリング方式によって国産化し、搭載することが可能であるかの研究を601研究所に命じた。検討の結果開発が難航していたWS-6よりも搭載する機体（殲撃13/J-13）の性能が向上し、実用化の面でも確実であると推測されたことから、1980年5月に正式にJ-13のエンジンとして選択された。しかし、信頼性に関する問題が解決できず、1981年3月に機体ともども開発は中止された。

## 搭載機
- IAR 95(en) (この機体のために開発された)
- MiG-23
- MiG-27
- J-13(en)
- Su-22

## 仕様諸元
一般的特性
- 形式: ターボジェットエンジン
- 全長: 4,991 mm (196.5 in)
- 直径: 968 mm (38.1 in)
- 乾燥重量: 1,760 kg (3,880 lb)

構成要素
- 圧縮機: 低圧5段、高圧6段 (軸流式)
- 燃焼器: アニュラ型
- タービン: 高圧2段、低圧1段

性能
- 推力: アフターバーナー使用時12,480 kg (27,510 lb) (アフターバーナー未使用時9,900 kg (21,800 lb))
- 全圧縮比（英語版）: 12.9:1
- 空気流量: 105 kg/s
- 出力重量比:

出典: Gunston

## 文献
- Gunston, Bill. World Encyclopaedia of Aero Engines. Cambridge, England. Patrick Stephens Limited, 1989. ISBN 1-85260-163-9